# Кекаха (Хаваји)
Кекаха (енгл. Kekaha) насељено је место за статистичке потребе у америчкој савезној држави Хаваји. По попису становништва из 2010. у њему је живело 3.537 становника.

## Демографија
Према попису становништва из 2010. у граду је живело 3.537 становника, што је 362 (11,4%) становника више него 2000. године.
| Група             | 2000.         | 2010.         |
| Белци             | 460 (14,5%)   | 580 (16,4%)   |
| Афроамериканци    | 6 (0,2%)      | 21 (0,6%)     |
| Азијати           | 1.384 (43,6%) | 1.115 (31,5%) |
| Хиспаноамериканци | 275 (8,7%)    | 397 (11,2%)   |
| Укупно            | 3.175         | 3.537         |